# Bói cá sông
Bói cá sông là một nhóm gồm các loài chim bói cá thuộc phân họ Alcedininae, một trong ba phân họ thuộc họ Bồng chanh (Alcedinidae). Các loài chim bói cá sông phân bố rộng rãi từ châu Phi và đông và nam châu Á đến cả Úc, với một loài duy nhất, bồng chanh (Alcedo atthis), cũng phân bố tại châu Á và bắc châu Á. Nguồn gốc của phân họ bắt nguồn từ châu Á.
Các loài thuộc phân họ này là những loài chim nhỏ, có bộ lông rực rỡ với đuôi ngắn, đầu to và mỏ dài. Chúng ăn côn trùng hoặc cá và đẻ trứng màu trắng trong hang tự đào. Cả chim bố và mẹ đều ấp trứng và cho con non ăn.

## Miêu tả
Tất cả các loài bói cá đều là loài chim nhỏ, đầu to, đuôi ngắn với mỏ dài nhọn. Giống như các loài chim khác thuộc bộ Sả, chúng có màu sắc sặc sỡ. Các loài thuộc chi Alcedo thường có phần trên và đầu màu xanh ánh kim, phần dưới màu cam hoặc trắng. Các giới tính có thể giống hệt nhau, như với bồng chanh Bismarck, nhưng hầu hết các loài đều thể hiện một số dị hình giới tính, từ màu mỏ khác nhau ở bồng chanh cho đến vẻ ngoài hoàn toàn khác nhau. Chim bói cá dải lam đực có phần dưới màu trắng với dải ngực màu xanh lam, trong khi con cái có phần dưới màu cam.
Những con bói cá nhỏ tạo nên phần còn lại của họ có phần trên màu xanh lam hoặc cam và phần dưới màu trắng hoặc màu da bò, và ít có sự biến đổi giới tính. Trong cả họ, màu mỏ có liên quan đến chế độ ăn uống. Loài ăn côn trùng có mỏ màu đỏ, còn loài ăn cá có mỏ màu đen.
Khi đậu, chim bói cá ngồi khá thẳng, và có đường bay nhanh và thẳng. Tiếng kêu thường là một tiếng rít the thé đơn giản, thường được phát ra khi bay.

## Phân loại
Phân họ Alcedininae bao gồm 36 loài, chia thành 4 chi:
- Chi Alcedo (8 loài):
  - Bồng chanh (Alcedo atthis)
  - Bồng chanh lam nhỏ (Alcedo coerulescens)
  - Bói cá dải lam (Alcedo euryzona)
  - Bồng chanh rừng (Alcedo hercules)
  - Bói cá tai xanh (Alcedo meninting)
  - Bồng chanh lam sáng (Alcedo quadribrachys)
  - Bồng chanh nửa cổ (Alcedo semitorquata)
  - Alcedo peninsulae
- Chi Ceyx (22 loài):
  - Bồng chanh đỏ (Ceyx erithaca)
  - Bồng chanh Philipin (Ceyx melanurus)
  - Bồng chanh Sulawesi (Ceyx fallax)
  - Bói cá lùn đảo Maluku (Ceyx lepidus)
  - Bói cá bạc nam Philippines (Ceyx argentatus)
  - Bói cá thiên thanh (Ceyx azureus)
  - Bói cá dải chàm (Ceyx cyanopectus)
  - Bồng chanh nhỏ (Ceyx pusillus)
  - Bồng chanh Bismarck (Ceyx websteri)
  - Dimorphic dwarf kingfisher (Ceyx margarethae)
  - Sula dwarf kingfisher (Ceyx wallacii)
  - Buru dwarf kingfisher (Ceyx cajeli)
  - Papuan dwarf kingfisher (Ceyx solitarius)
  - Manus dwarf kingfisher (Ceyx dispar)
  - New Ireland dwarf kingfisher (Ceyx mulcatus)
  - New Britain dwarf kingfisher (Ceyx sacerdotis)
  - North Solomons dwarf kingfisher (Ceyx meeki)
  - New Georgia dwarf kingfisher (Ceyx collectoris)
  - Malaita dwarf kingfisher (Ceyx malaitae)
  - Guadalcanal dwarf kingfisher (Ceyx nigromaxilla)
  - Makira dwarf kingfisher (Ceyx gentianus)
  - Bói cá bạc bắc Philippines (Ceyx flumenicola) - tách ra từ C. argentatus.
- Chi Ispidina (2 loài):
  - Bói cá bé châu Phi (Ispidina picta)
  - Bói cá lùn châu Phi (Ispidina lecontei)
- Chi Corythornis (4 loài):
  - Bói cá bé Madagascar (Corythornis madagascariensis)
  - Bói cá bụng trắng (Corythornis leucogaster)
  - Bồng chanh lục (Corythornis cristatus)
  - Bồng chanh lục Madagascar (Corythornis vintsioides)

### Phát sinh chủng loài
Sơ đồ phát sinh chủng loài phân họ Alcedininae dưới đây dựa trên Andersen et al. (2017)

|  | Ispidina    |
|  |             |
|  | Corythornis |
|  |             |

|  | Alcedo |
|  |        |
|  | Ceyx   |
|  |        |

|  | Ispidina    |
|  |             |
|  | Corythornis |
|  |             |

|  | Alcedo |
|  |        |
|  | Ceyx   |
|  |        |